# Tastrup
Tastrup est une commune allemande de l'arrondissement de Schleswig-Flensbourg, Land de Schleswig-Holstein.

## Géographie
Tastrup se situe dans la péninsule d'Angeln.
La commune comprend Tastrup-Dorf, Klein Tastrup et Tastrupfeld.
|            | Flensbourg |       |
| Flensbourg | Tastrup    | Hürup |
|            | Freienwill |       |

## Histoire
Tastrup est mentionné pour la première fois en 1423.
Klein Tastrup se crée après la Seconde Guerre mondiale.
En janvier 1970, Tastrup est fusionné avec Adelby, Sünderup et Tarup. Le 24 mars 1974, Sünderup et Tarup fusionnent avec Flensbourg mais pas Tastrup.